# Stefan Kolosko
Stefan Kolosko (* 1973) ist ein deutscher Schauspieler und Regisseur.

## Leben
Kolosko absolvierte ein Schauspielstudium an der Hochschule für Schauspielkunst Ernst Busch Berlin, das er mit einem Diplom abschloss.
In zahlreichen Film- und Fernsehproduktionen wirkte er mit, etwa in Banale Tage und Der blinde Fleck. Außerdem hatte Kolosko in zwei Folgen der ZDF-Krimireihe Derrick Rollen inne, nämlich in Folge 256 (1996) und in Folge 268 (1997).

## Hörspiele (Auswahl)
- 2014: Hans Block, Miguel de Cervantes: Don Don Don Quijote – Attackéee – Regie: Hans Block (Hörspielbearbeitung – Deutschlandradio/Hochschule für Schauspielkunst Ernst Busch)
  - Auszeichnung: Prix Marulić 2015.[6]